# ミカド (ゲーム)

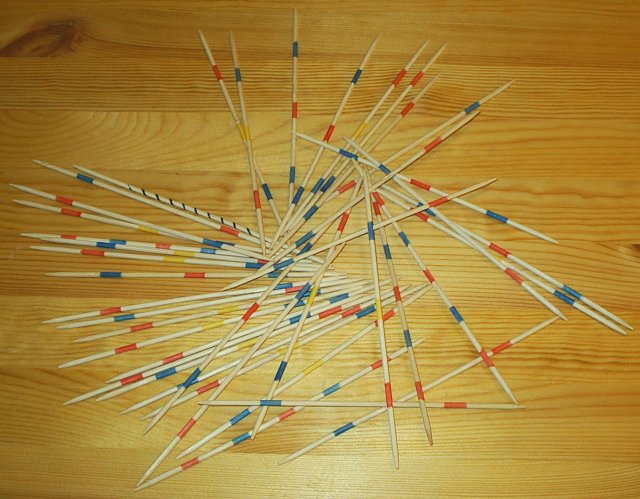
ミカドに用いられる竹ひご

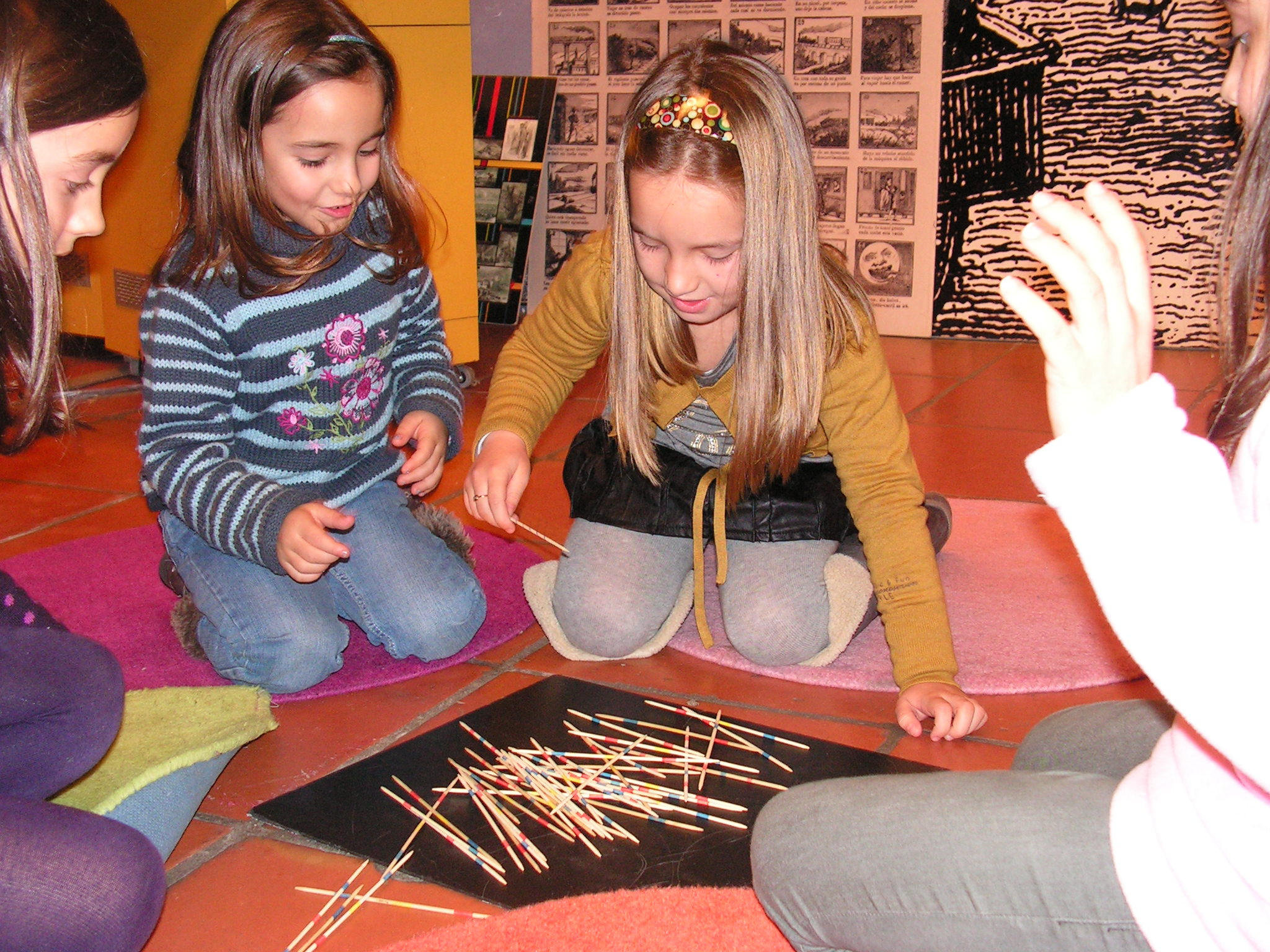
ミカドで遊ぶ子ども

ミカドは、ヨーロッパでは人気な、竹ひごを使ったテーブルゲーム。将棋崩しのように、色分けされた棒を他の棒を動かさないように引き抜いて点数を競う。

## 遊び方
数種類に塗り分けられた竹ひごを使う。
- プレイヤーはじゃんけんなどで順番を決め、最初のプレイヤーは竹ひごを机の上に垂直に立てて持ち、手を離してばらけさせる。
- その後、1本ずつ、ほかの棒を動かさないように注意しながら竹ひごを取り出す。
- 取り出した竹ひごの模様によって点数が決まる。
- ほかの棒を動かしてしまった場合は次のプレイヤーに移る。
- なお、ミカドまたはマンダリンを取ったプレイヤーは、他の棒を取るのにこれを使っても良い。

伝統的には、模様ではなく棒に使われていた木の種類で見分けていた。また、ローカルルールも多数あるほか、棒そのもののバリエーション（サイズや本数など）も多数見られ、大型で本数の少ない構成のものはアウトドア用という位置づけである。
棒の配点と名前、および本数は次の通りである。
- ミカド - 20点、1本
- マンダリン - 10点、5本
- ボウズ - 3点、5本
- サムライ - 3点、15本
- クーリー - 2点、15本

## その他
- 名前の由来は日本の天皇の別称「帝（みかど）」である[3]。
- 江崎グリコの販売する菓子ポッキーは、ヨーロッパなどで Mikado という名前がつけられている場合がある。これはこのゲームの竹ひごから連想されて命名されている[4][5]。